# 제18회 가치봄영화제
제18회 가치봄영화제는 2017년 10월 25일에 열린 시상식이다.

## 수상 및 후보

### 대상
- 옆집 - 성승택 수상

### 우수상
- 가까이 - 배경헌 수상

### 인권상
- 나와 함께 블루스를 - 이한종 수상

### 신인감독상
- 사슬 - 정인석 수상

### 관객심사단상
- 벌새 - 김재영 수상
- 호매실 로맨스 - 지용구 외 1명 수상

### PDFF 경선
- 옆집 - 성승택
- 가까이 - 배경헌
- 영우 - 강민지
- 개들의 침묵 - 박현철
- 아리 - 구상범
- 잠몰 - 이승환
- 벌새 - 김재영
- Unmute - 김우식
- 신혼여행 - 고훈
- 나와 함께 블루스를 - 이한종
- 사슬 - 정인석
- 예측 - 김대일
- 그와 내가 본 것 - 이주호

### 장애인미디어운동
- 어떤미움 - 조해진
- 빛과 소리 - 최병주
- 시선 - 이지민
- 호매실 로맨스 - 지용구 외 1명
- 경계를 넘어서 - 박동진

### 한국영화초청
- 어느날 - 이윤기
- brown. Yellow - 유승모
- wave - 정호영
- 이어폰 - 오규리
- 갈퀴 - 조용익
- 비포 선라이즈 - 김병준
- 시선 - 이지민
- 홀로서기 - 김주원
- 꽃들 - 전도희
- 마이 조슈아 - 윤현정
- 소년병 - 임보영
- 인어인간 - 김도현

### 해외영화초청
- 목소리의 형태 - 야마다 나오코
- 낙타의 말 - 후안 안토니오 모레노
- 연애의 자격 - 리즈 호지슨

### 사전제작 지원
- No, In - 이상용